# Green River (chanson)
Pour les articles homonymes, voir Green River.
Singles de Creedence Clearwater Revival
Bad Moon Rising / Lodi (en) Down on the Corner / Fortunate Son
Pistes de Green River
Commotion
Green River est une chanson du groupe de rock américain Creedence Clearwater Revival, écrite et composée par John Fogerty. Sortie en single en juillet 1969, elle figure sur l'album du même titre qui est publié en août 1969.
Elle se classe no 2 au Billboard Hot 100, tout comme le précédent single, Bad Moon Rising, extrait du même album.
Green River a été adaptée en français par Eddy Mitchell sous le titre Le Jardin de l'Eden. La chanson figure sur l'album Mitchellville sorti en 1969.
Les groupes The Ventures, Minutemen, Alabama (sur l'album Mountain Music), Bill Wyman's Rhythm Kings l'ont aussi reprise.
Le groupe grunge Green River porte ce nom en référence à la chanson.
En 1995, Green River est sélectionnée par le Rock and Roll Hall of Fame, comme l'une des « 500 chansons qui ont façonné le rock 'n' roll ».

## Classements hebdomadaires
| Classement (1969)                       | Meilleure place |
| --------------------------------------- | --------------- |
| Allemagne (Media Control AG)            | 8               |
| Australie (ARIA)                        | 6               |
| Autriche (Ö3 Austria Top 40)            | 5               |
| Belgique (Flandre Ultratop 50 Singles)  | 5               |
| Belgique (Wallonie Ultratop 50 Singles) | 9               |
| Canada (RPM 100 Singles)                | 5               |
| États-Unis (Billboard Hot 100)          | 2               |
| France (SNEP)                           | 8               |
| Pays-Bas (Single Top 100)               | 12              |
| Royaume-Uni (UK Singles Chart)          | 19              |
| Suisse (Schweizer Hitparade)            | 8               |

## Certifications
| Pays                    | Certification | Date       | Unités certifiées |
| ----------------------- | ------------- | ---------- | ----------------- |
| États-Unis (RIAA)       | Platine       | 10/06/2025 | 1 000 000         |
| Nouvelle-Zélande (RMNZ) | Platine       | 24/10/2024 | 30 000            |